# Bruno Gantillon
Pour les articles homonymes, voir Gantillon.
Bruno Gantillon est un réalisateur et scénariste français né le 16 juin 1944 à Annemasse.

## Biographie
Bruno Gantillon est le petit-fils de Simon Gantillon. À partir des années 1980, il travaille essentiellement pour la télévision.

## Filmographie

### Assistant réalisateur
- 1970 : Cannabis de Pierre Koralnik

### Réalisateur
- 1970 : Un couple d'artistes (court métrage)
- 1971 : Morgane et ses nymphes
- 1972 : Le Self-service du nu
- 1972 : Sans sommation
- 1976 : Cinéma 16, épisode : La maison d'Albert
- 1977 : Cinéma 16, épisode : L'amuseur
- 1977 : Servante et Maîtresse
- 1978 : Zigzags (TV)
- 1979 : Les Héritiers, épisode : Les régisseurs
- 1979 : Médecins de nuit, 2 épisodes : Légitime défense et Léone (série télévisée)
- 1980 : Cinéma 16, épisode : L'homme aux chiens
- 1981 : Les Héritiers, épisode : Les femmes du lac
- 1981 : Non lieu (TV)
- 1983 : Capitaine X (TV)
- 1985 : Machinations (TV)
- 1985 : Un homme qu'elle aimait (TV)
- 1986 : L'Intruse
- 1987 : Les Mémés sanglantes (TV)
- 1989 : Le Masque, épisode : Les dames du Creusot
- 1989-1991 : Le Voyageur, épisodes :
  - Living a lie
  - Homecoming
  - Part of me
  - Square deal
  - Code Liz
- 1989 : Le Dernier Virus (TV)
- 1991 : Le Triplé gagnant, épisode : Fado pour une jeune fille
- 1992 : La Scène finale (TV)
- 1992 : Force de frappe, épisodes :
  - Bastille day terror
  - Til death do us part
  - Ripped from the grave
- 1993 : Ferbac, épisode : Le crime de Ferbac
- 1994 : Le Travail du furet (TV)
- 1994 : Highlander, épisode : Warmonger
- 1994 : Commissaire Chabert : Mort d'une fugitive
- 1995 : Les Derniers Jours de la victime (TV)
- 1995 : Le Dernier Voyage (TV)
- 1995 : Dock des anges (TV)
- 1996 : La Chica
- 1996 : La Poupée qui tue (TV)
- 1997 : En danger de vie (TV)
- 1998 : Frères et Flics (TV)
- 2000 : La Passion Schliemann (TV)
- 2000 : Entre l'arbre et l'écorce (TV)
- 2001 : Le Marathon du lit (TV)
- 2001 : Maigret, épisode : Mon ami Maigret
- 2004-2006 : Léa Parker, épisodes :
  - Virus
  - La Liste noire
  - Ondes mortelles
  - Hôtel de luxe
  - Effet de serre
- 2005 : Le Meilleur Commerce du monde (TV)
- 2005-2006 : Fabien Cosma, épisodes :
  - Grain de sable
  - Syndrome d'imposture
- 2004-2010 : Louis la Brocante
  - Louis et les Deux Mousquetaires
  - Louis et la Chorale
  - Louis n'en dort plus
  - Louis joue les experts
- 2006-2008 : Sous le soleil, épisodes : 
  - Le prix du succès
  - Des parents envahissants
  - Mariage en danger
  - La Révélation
  - La Fille de mes rêves
  - La Femme aux deux visages
- 2008 : Disparitions
- 2010 : Le Sang des Atrides (téléfilm)
- 2011 : Le Tombeau d'Hélios (téléfilm)
- 2012 : Le Secret des andrônes (téléfilm)
- 2014 : Le Port de l'oubli (téléfilm)

### Scénariste
- 1972 : Sans sommation
- 1985 : L'Intruse 2
- 1996 : La Chica